# Пишоло Ветрано (Потенца)
Пишоло Ветрано (итал. Pisciolo Vetrano) је насеље у Италији у округу Потенца, региону Базиликата.
Према процени из 2011. у насељу је живело 35 становника. Насеље се налази на надморској висини од 740 м.